# Bazilika sv. Marije Angelske, Assisi
Papeška bazilika svete Marije Angelske (ital. Basilica di Santa Maria degli Angeli) je papeška manjša bazilika na ravnini ob vznožju hriba v Assisiju v Italiji, v fracione Santa Maria degli Angeli.
Bazilika je bila zgrajena v manierističnem slogu med letoma 1569 in 1679 in je obdala cerkev  Porcijunkulo iz 9. stoletja, najbolj sveto mesto za frančiškane. Tu je mladi Frančišek Asiški spoznal svojo poklicanost in se odrekel svetu, da bi med revnimi živel v revščini, in tako začel frančiškansko gibanje.

## Zgodovina
Po smrti svetega Frančiška leta 1226 so bratje okoli Porcijunkule zgradili več majhnih koč. Leta 1230 so dodali refektorij (jedilnico) in nekaj sosednjih stavb. Sčasoma so okoli Porcijunkule dodali majhne portike in prenočišča za patre. Nekatere temelje so odkrili med izkopavanji pod tlemi sedanje bazilike med letoma 1967 in 1969.
Ker se je veliko število romarjev zbralo v Assisiju, da bi prejeli »odpustek Asissija« ,  je majhen prostor Porcijunkule postal popolnoma neprimeren za vse te romarje. Povečala se je potreba po izgradnji cerkve s Porcijunkulo. Stavbe okoli svetišča so bile umaknjene po ukazu papeža Pija V. (1566–1572), razen kapele Transito, celice, v kateri je umrl sv. Frančišek. Gradnja bazilike se je začela 25. marca 1569.
To veličastno cerkev, sedmo največjo krščansko cerkev, sta oblikovala v drznem manierističnem slogu, ki je nakazal baročni slog, dva slavna arhitekta, Galeazzo Alessi in Vignola. Dela so zaradi stalnega pomanjkanja denarja napredovala počasi, saj je bila stavba financirana z donacijami. Omembe vredna kupola, ki sloni na osmerokotnem bobnu z osmimi okni in venci, je bila dokončana leta 1667. Gradnja cerkve je bila končno dokončana leta 1679. Leta 1684 je bil prizidan zvonik. Prvotno naj bi imel stolp dvojček, drugi pa nikoli ni bil zgrajen.
15. marca 1832 so se med silovitim potresom zrušili glavna ladja, del stranske ladje in kor. Kupola se je izognila uničenju, vendar je ostala s široko razpoko. Apsido in stranske kapele so ostale. Rekonstrukcijo bazilike je leta 1836 začel arhitekt Luigi Poletti, končana in ponovno odprta za bogoslužje je bila leta 1840. Prenovil je fasado v neoklasicističnem slogu. Med letoma 1924 in 1930 je tej fasadi Cesare Bazzani vrnil prvotni predbaročni slog (Rim, 5. marec 1873 - Rim, 30. marec 1939). Pozlačeni kip Madonne degli Angeli (Madona angelov) kiparja Colasantija, ki ga je ulil umetniški livarni Ferdinando Marinelli, je bil leta 1930 postavljen na vrh fasade.
11. aprila 1909 je papež Pij X. cerkev povzdignil v status patriarhalne bazilike in papeške kapele.

## Opis
Bazilika ima pravokoten tloris, razdeljen na glavno ladjo in dve stranski ladji, obdani z desetimi stranskimi kapelicami, s transeptom in dolgim korom v polkrožni apsidi, ki štrli iz tlorisa. Porcijunkula je neposredno pod kupolo.
Notranjost je preprosta, a hkrati elegantna, z le nekaj okraski, v popolnem nasprotju z okraski stranskih kapelic. Glavna in stranski ladji je v neoklasicističnem dorskem slogu obnovil Luigi Poletti. V apsidi je dragocen lesen kor, ki so ga leta 1689 izrezljali bratje frančiškani, papeška katedra ali škofovski stol (z reliefi E. Manfrinija) in papeški oltar. Kapela Transito, celica, v kateri je umrl sv. Frančišek, je še vedno ohranjena. Je  pod obokom kora, ob desnih stebrih kupole.
Stranske kapele so okrasili veliki umetniki iz več obdobij, med njimi Antonio Circignani (vse slike v kapeli sv. Ane, 1602–1603), Francesco Appiani, (kapeli sv. Antona in sv. Petra v verigah, 1756–1760) in Ventura Salimbeni (Kapela Odstranitve Gospoda, 1602).
- Frančišek sprejme moške in ženske v tretji red pokore pri Cannari; slika Baldassare Croci (1602-1603)
- Poroka Device, slika Antonio Circignani (Pomarancio) (1602-1603)
- Janez Krstnik krsti Jezusa v Jordanu; slika Giorgettija iz Asissija

## Porcijunkula
Chiesetta (cerkev) Porcijunkula (v italijanščini za "Mala porcija") je najbolj sveto mesto za frančiškane. Frančišek je to cerkvico iz 9. stoletja dobil od benediktincev.
Cerkev krasijo umetniki iz različnih obdobij. Nad vhodom je freska Johanna Friedricha Overbecka (1829), ki prikazuje sv. Frančiška, ki je od Kristusa in Device prejel odpustek, znan kot  odpustek Asissija. Stranska stena na desni strani prikazuje fragmente dveh fresk neznanega umetnika Umbrije. Stroga notranjost je urejena v preprostem gotskem slogu s freskami iz 14. in 15. stoletja. Najbolj izjemno delo je šestdelna freska v apsidi te cerkve, ki jo je naslikal Ilario da Viterbo (1393). Na zadnji strani, nad vhodom, je freska, ki prikazuje Križanje Pietra Perugina.

## Transito
Cappella del Transito je majhna soba, v kateri je 3. oktobra 1226 umrl sv. Frančišek. Bila je majhna koča, ki je služila kot primitivna ambulanta za bolne. Zunaj jo krasi freska transito Domenica Bruschija (1886). V notranjosti je nad malim oltarjem vrv svetega Frančiška. Za oltarjem je iz glazirane terakote kip svetega Frančiška, ki ga je ustvaril Andrea della Robbia (ok. 1490). Na stenah je freska Giovannija Spagne (1520), ki prikazuje najzgodnejše privržence sv. Frančiška, z njihovimi imeni nad vsakim portretom (Ruffino, Leone, Masseo in Egidio).

## Kripta
Za oltarjem je bila med letoma 1965 in 1970 zgrajena nova kripta. Med izkopavanji so bili izpostavljeni temelji prvotnih koč, ki obkrožajo Porcijunkulo. Oltar kripte leži na masivnem, razvejanem deblu drevesa, ki ga je oblikoval Francesco Prosperi. Za oltarjem stoji glaziran, terakota reliefni tabernakelj Andrea della Robbia, ki z izjemno finostjo izraža čustva likov. Zgornji del so podobe sv. Frančišek prejme stigme, Marijino kronanje (z angelskimi glasbeniki) in Sv. Hieronim spokornik; spodaj je Oznanjenje, Rojstvo in Čaščenje Treh kraljev.

## Rožni vrt in rožna kapela
Skozi zakristijo se vstopi v rožni vrt. To so zadnji ostanki starodavnega lesa, v katerem so živeli sveti Frančišek in njegovi bratje. Tu se je pogovarjal z grlicami in jih povabil, naj hvalijo Gospoda. Golobi že od nekdaj gnezdijo v rokah kipa svetega Frančiška na tem rožnem vrtu.
Po izročilu (že potrjeno konec 13. stoletja) se je nekega večera sveti Frančišek, ko je začutil skušnjavo, da bi opustil svoj način življenja, gol motal v trnju, da bi premagal dvom in skušnjavo. V stiku s njegovim telesom se je grmičevje spremenilo v navadni šipek brez trnja. Od takrat na vrtu gojijo sorto vrtnice Rosa canina assisiensis.
Z rožnega vrta se vstopi v kapelo vrtnic. To je bila celica, kjer je počival sveti Frančišek in preostanek noči preživel v molitvi in pokori. Tu je sv. Frančišek spoznal tudi svetega Antona Padovanskega. Po njegovi smrti je bila v 13. stoletju zgrajena kapela, ki jo je v 15. stoletju povečal sv. Bernardin Sienski. Med letoma 1506 in 1516 je bila okrašena z vrsto freskami več slikarjev, vključno z umbrijskim Tiberiom d'Assisijem, ki prikazuje zgodnjo frančiškansko skupnost in prve svetnike reda, čudež vrtnic in podelitev odpustka.

## Muzej
V malem samostanu je muzej Porcijunkula s številnimi verskimi predmeti, arheološkimi najdbami in omembe vredno zbirko slik:
- Križanje Giunta Pisano (1236)
- sliko na tabli Portret sv. Frančiška (anonimnega) maestra di San Francesca (13. stoletje); na to sliko je bilo položeno telo pokojnega svetnika
- slika na tabli sv. Frančišek, pripisana Cimabueju
- Madona z otrokom sienskega slikarja Sana di Pietra (15. stoletje)
- terakota Andrea della Robbia (ok. 1490) z zgoraj od leve proti desni: Sv.Frančišek prejme stigme, spodaj, od leve proti desni: Oznanjenje, Rojstvo in Čaščenje Treh kraljev.
- sv. Frančišek in sv. Klara avtorja Cesarea Sermeija in njegova delavnica
- Madona lactans, polikromirana skulptura iz terakote (konec 14. ali začetek 15. stoletja)
- veliko fresk negotovih avtorjev.